# Canal de la Meuse au Waal
Le canal de la Meuse au Waal (Maas-Waalkanaal en néerlandais) est, comme son nom l'indique, un Canal qui relie la Meuse au Waal. Il a été ouvert le 27 octobre 1927.

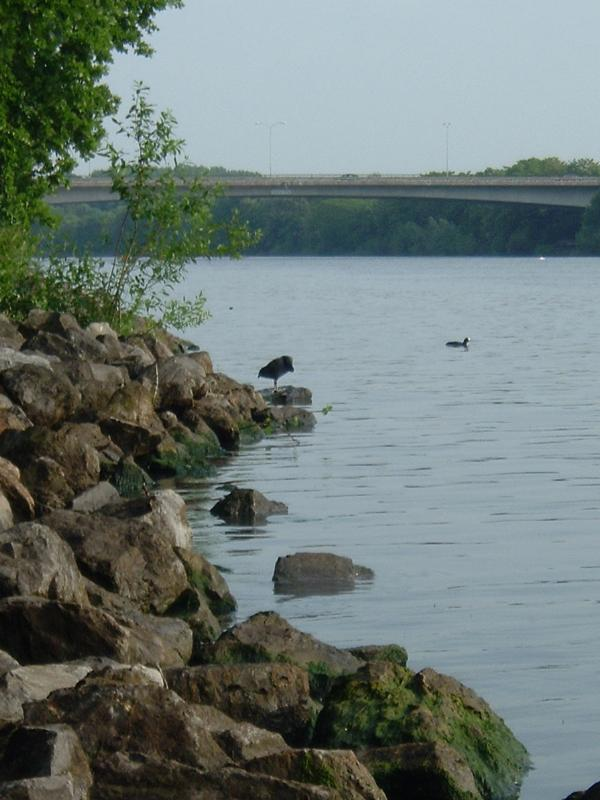
Hatertse Brug, le pont de Hatert

## Situation géographique
Avant l'ouverture du canal, les bateaux devaient faire un détour d'environ 100 km pour aller, entre Heumen et Nimègue, de la Meuse au Waal, bras principal du Rhin, desservant l'arrière pays allemand. Le canal long d'environ 13,5 km est donc très important pour la navigation fluviale.
Le confluent avec le Waal au nord se trouve à l'écluse de Weurt (à l'ouest de Nimègue) dans la province de Gueldre.
Le confluent avec la Meuse au sud se trouve à Heumen, à proximité du point limitrophe des trois provinces du Limbourg, de Gueldre et du Brabant-Septentrional.
Bien qu'entièrement en Gueldre le canal est administré par le Rijkswaterstaat (régie des voies navigables) du Limbourg.

## Impact sur l'urbanisme

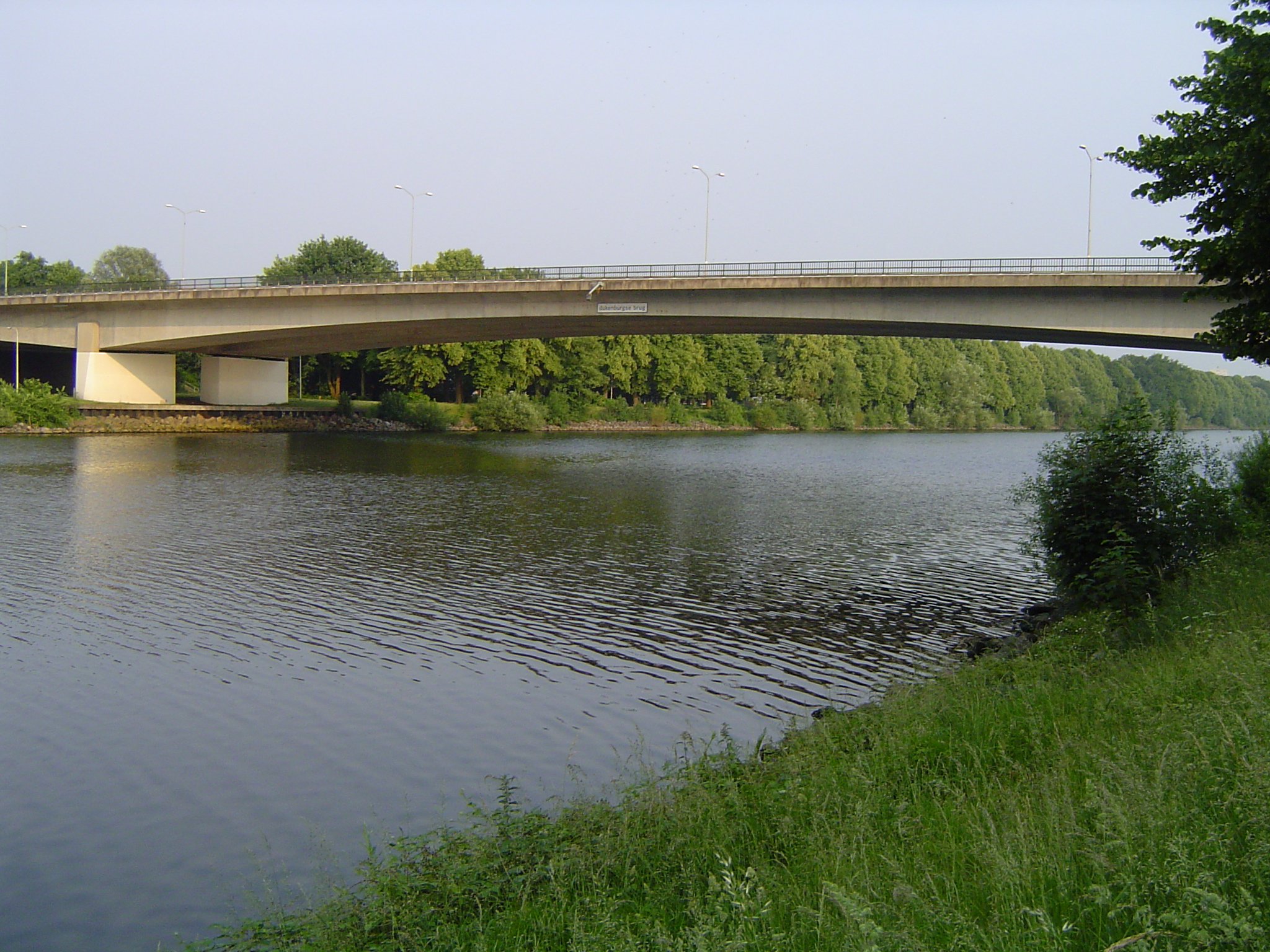
Dukenburgse brug, le pont de Dukenburg

Le développement indispensable de Nimègue a poussé la commune à créer dans les années 1965-1985 a l'ouest du canal des quartiers nouveaux, Dukenburg, hébergeant environ 25 000 habitants, et Lindenholt, hébergeant environ 20 000 habitants. À cette occasion, le canal a été élargi et de nouveaux ponts ont été construits.
Le canal et plus tard la construction du nouveau pont de Hatert ont beaucoup influencé le village de Hatert. Pendant la construction de Dukenburg dans les années 1960, le petit pont de Hatert, datant de 1927, a été remplacé par un nouveau pont et une route d'accès de 4 voies. Deux bars et l'église du village de Hatert ont disparu, entraînant avec eux le cœur du village, aujourd'hui quartier de Nimègue avec environ 12 000 habitants.

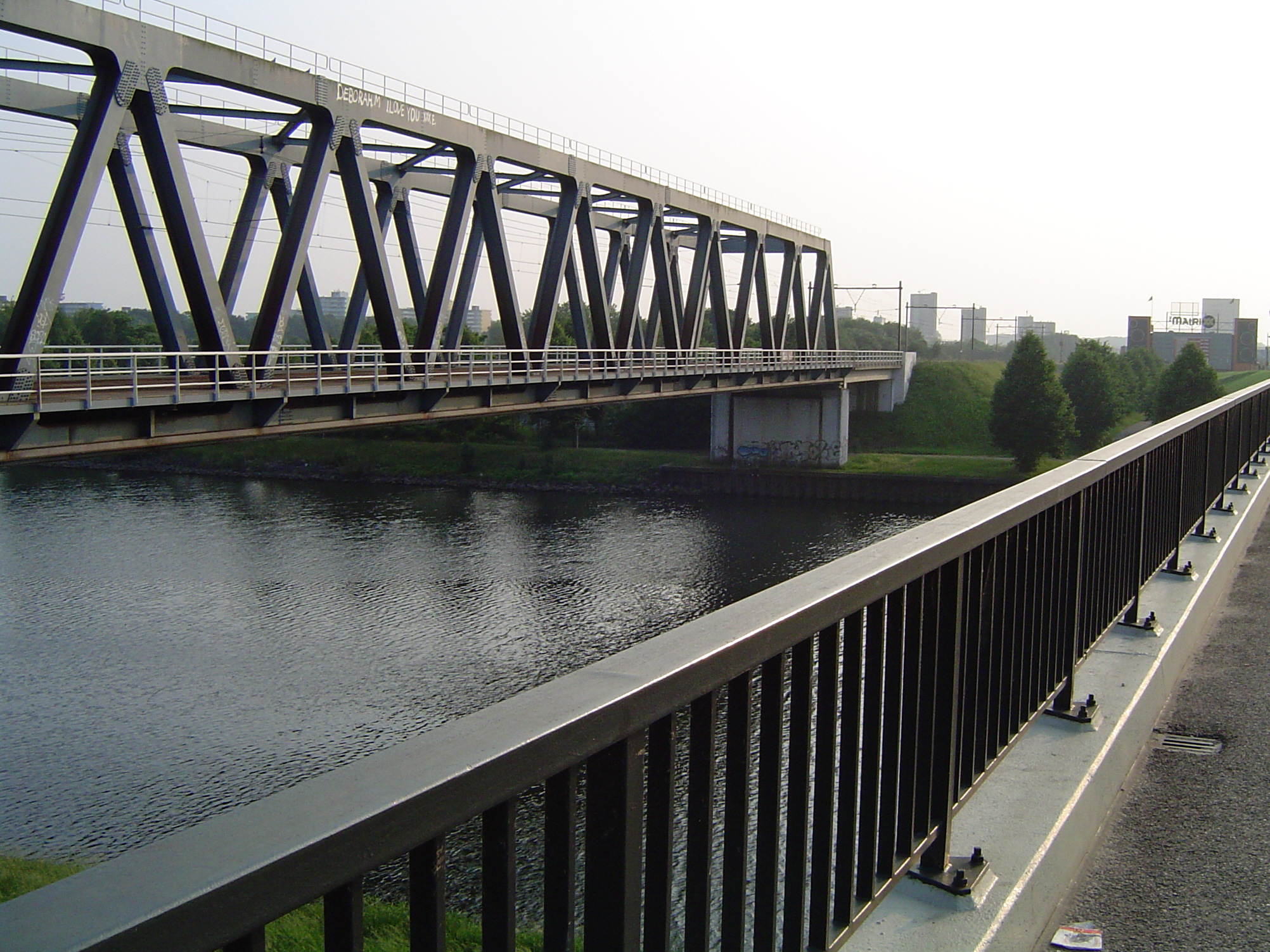
Le pont du chemin de fer avec au fond des HLM de Dukenburg

L'ancien village de Neerbosch a été coupé en deux par le canal. La partie est de Neerbosch s'est développée dès 1950 pour devenir un quartier de Nimègue et la partie ouest a été intégrée après 1980 dans le nouveau quartier Lindenholt.

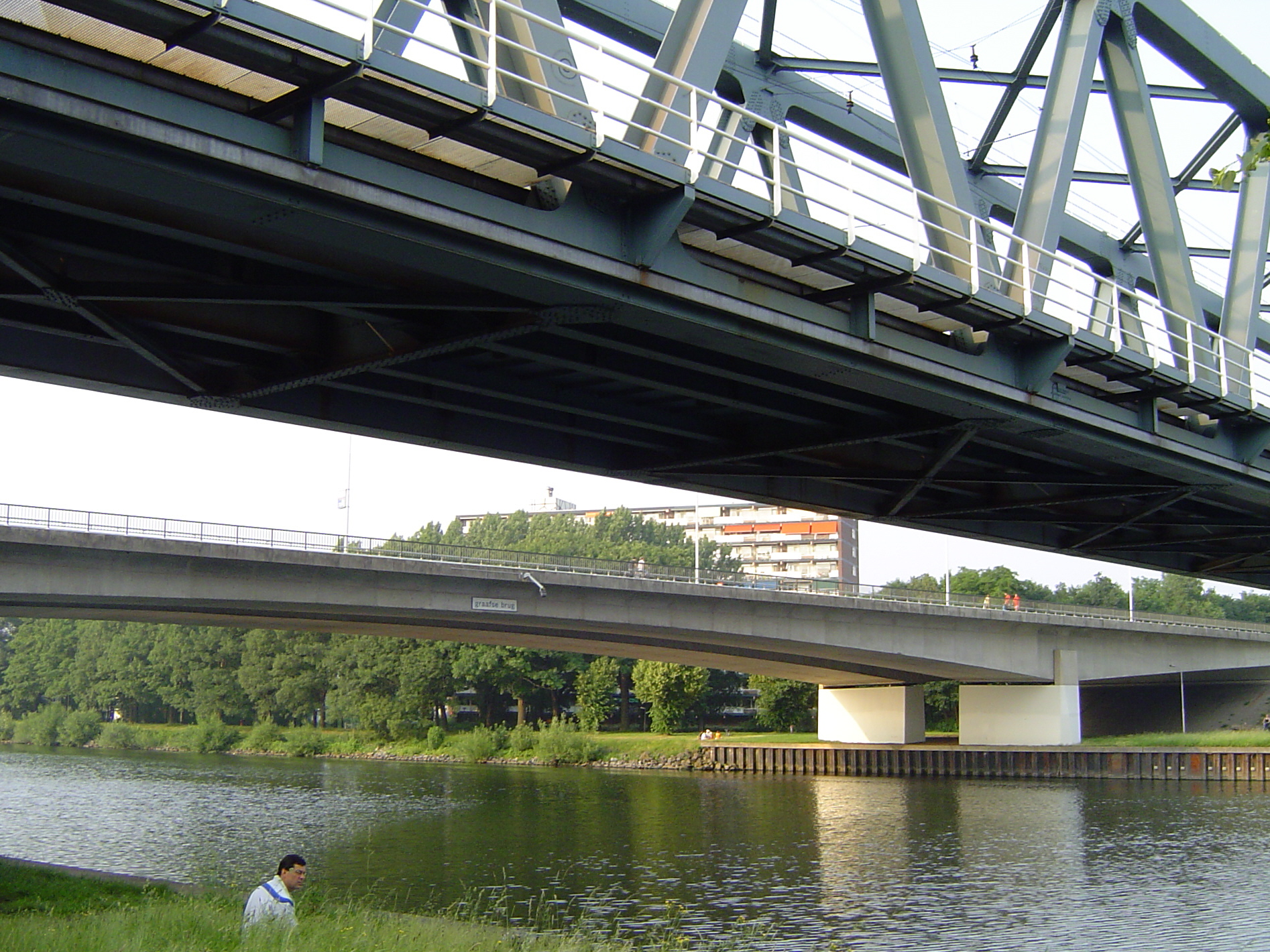
Graafsebrug et pont du chemin de fer

Les conséquences pour le village de Heumen ont été sans surprise, coincé entre la Meuse et le canal, il est devenu très difficile d'accès et est resté un petit village.

## Ouvrages d'art
7 ponts traversent ce court canal.

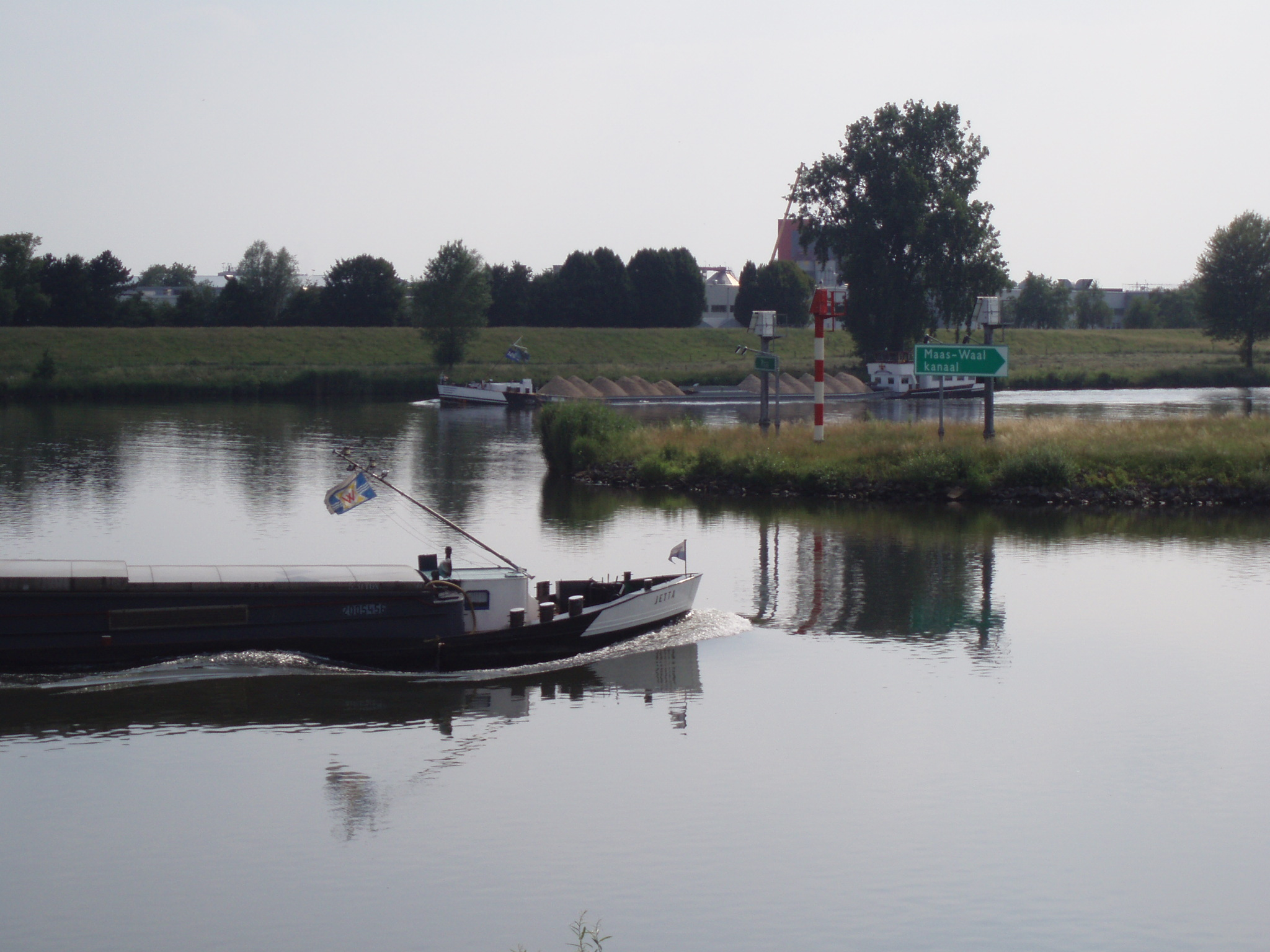
confluent avec la Meuse

Sous la pression du trafic fluvial et pour augmenter le débit en cas de crue, Rijkswaterstaat rehausse en 2008 le niveau d'eau du canal. Par conséquent, les ponts de Hatert, Dukenburg et Graafseweg sont élevés en 2007-2008 de 25 à 35 cm et les deux ponts amovibles de Weurt de 2,50 m.